# 犀鳥祭
犀鳥祭（Hornbill Festival）是馬來西亞沙勞越的伊班族和印度地區那加蘭邦的特殊節慶，在砂勞越地區又可稱Gawai Kenyalang。兩者的背景和慶典內容稍有不同，各別具特色和意涵。

## 相關背景

### 伊班族
伊班族位於的砂勞越素有「犀鳥之鄉」的美稱，而犀鳥也是這個地區的官方動物。對於伊班族而言，犀鳥代表的意義為戰神中最高地位—吉祥鳥神的使者，也因此被族人視為神聖且不可侵犯的象徵，並將對犀鳥的崇敬納入習俗之中，而在宗教祭儀及傳統舞蹈的動作上都可以看到犀鳥的影子。不過由於現今犀鳥祭中最核心的獵頭文化已經在官方禁止下而逐漸式微，犀鳥節已被納入到水稻豐收節的慶祝活動內，舉辦的時間點會在豐收節（Gawai Dayak）結束後舉行，而豐年節的舉行則在五月三十一揭開序幕並進行數日。。

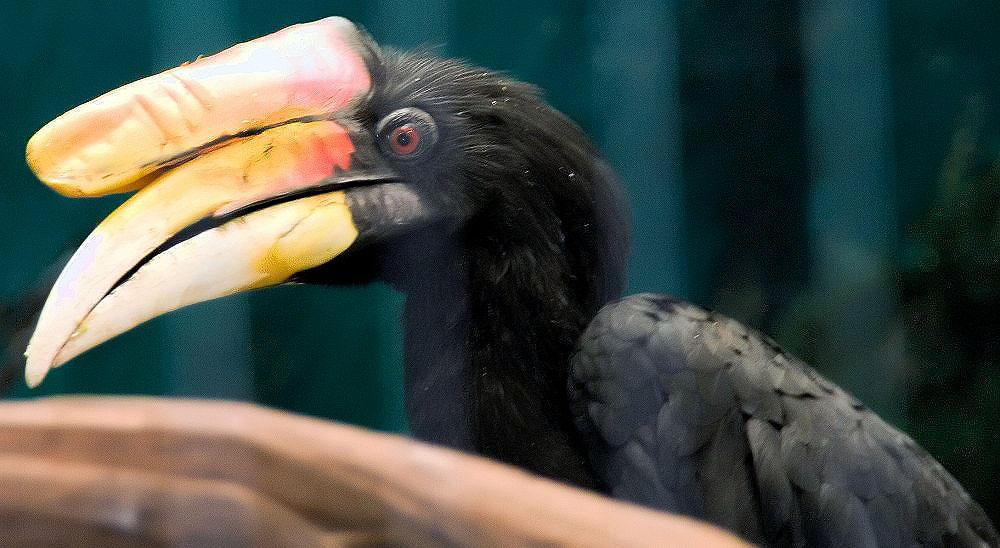
馬來犀鳥

### 那加蘭邦
那加蘭邦中有許多部落，每個部落中都存有不同的儀式和慶典，官方為了將這些部落結合、促進各部落間的互動及在推廣文化遺產保存和發展的考量下，在西元2000年舉辦首次犀鳥祭，後續舉辦的時間為每年的12月1至10號，其重要的程度更被譽為「慶典中的慶典」。而節慶之所以以犀鳥為名乃是因為犀鳥在許多部落的傳統民間傳說中皆占一席之地，其代表豐富又多采多姿的鳥類。

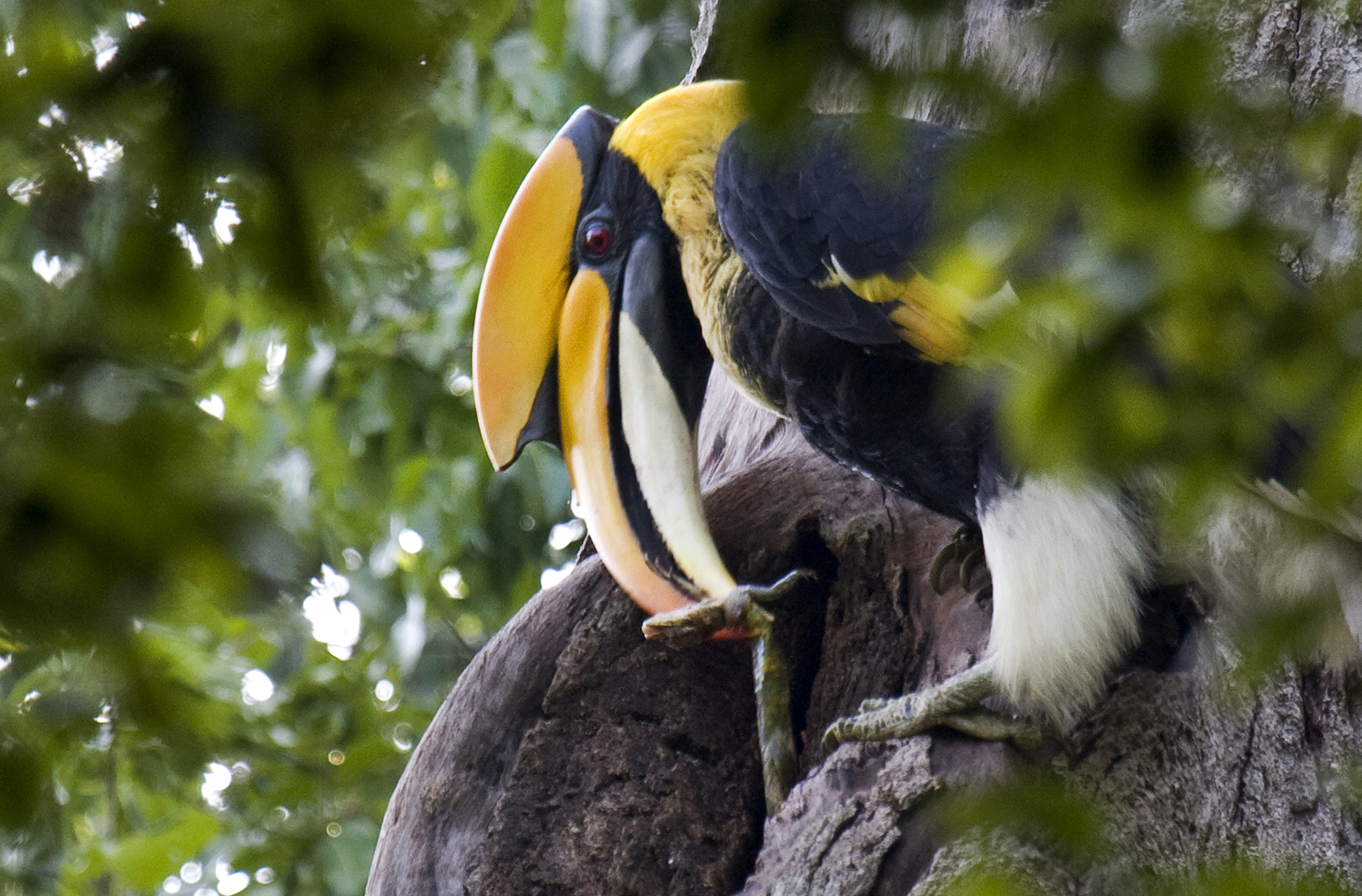
印度雙角犀鳥

## 慶典過程

### 伊班族
伊班族的犀鳥祭所代表的意義是男性的榮譽，亦和獵人頭儀式緊密結合。傳統慶典中族人會準備一隻以硬木做成的木雕犀鳥，沒有多餘花紋和彩繪，其和男性的關係在於木製犀鳥的喙末端含有男性生殖器的象徵，也代表儀式與男人的連結。而屋內則可能擺上許許多多彩繪鮮豔的犀鳥木雕裝飾品，作為獻給神明和祖先的供品。犀鳥祭的慶典通常為三天左右，儀式的開始以祭鳥為優先，祭品為豬肝，並藉由豬肝的顏色和紋理來判斷部落的禍福關係。族人會聚集在長屋中唱歌跳舞、鬥雞、賽龍舟，搭配傳統風味佳餚，並由特定人士將犀鳥抱在手中環繞長屋四周。伊班族相信犀鳥戰神使者的象徵可以讓其靈魂到敵營部落，削弱敵人的作戰能力，所以他們將木雕犀鳥放置在長屋的露天陽台上（tanju），並將木雕犀鳥的頭部面向敵營部落的位置。現在的人們亦可以透過一個具有犀鳥圖騰的特定柱子來紀念這個曾具獵人頭儀式、勇猛男性意涵的節慶。

### 那加蘭邦
那加蘭邦的犀鳥節的內容極具豐富性和多樣性。在這個為期一周的犀鳥節，人們會在這些日子表演舞蹈，在木雕、繪畫、手工藝品等傳統藝術的展現下也同時包含土著遊戲的攤位、各式食物的博覽會，進一步提供給與會的人們多元的選擇。另外，犀鳥祭也舉辦各式各樣的比賽，例如摔跤、射箭、舞蹈，而其中極為重要的賣點在於慶典中那加蘭地區的選美小姐競賽。到了晚上，此地亦舉行犀鳥國際搖滾音樂節，此音樂性的節目將節慶的氣氛帶至高點，讓無論年輕或是老年人都可以享受在慶典的各個面向當中。那加蘭邦的犀鳥節除了能夠推廣、保存傳統的文化和技藝以外，另一項很大的重點在於凝聚各部落間的情感，當大家一同前往科希馬地區參與慶典，能夠強化部落間的交流，讓因為處在不同地區部落的人們可以有一個聯誼的機會，也因為這個節慶交換和互通了部落間的文化，使得部落間的文化有趨於同化的可能。

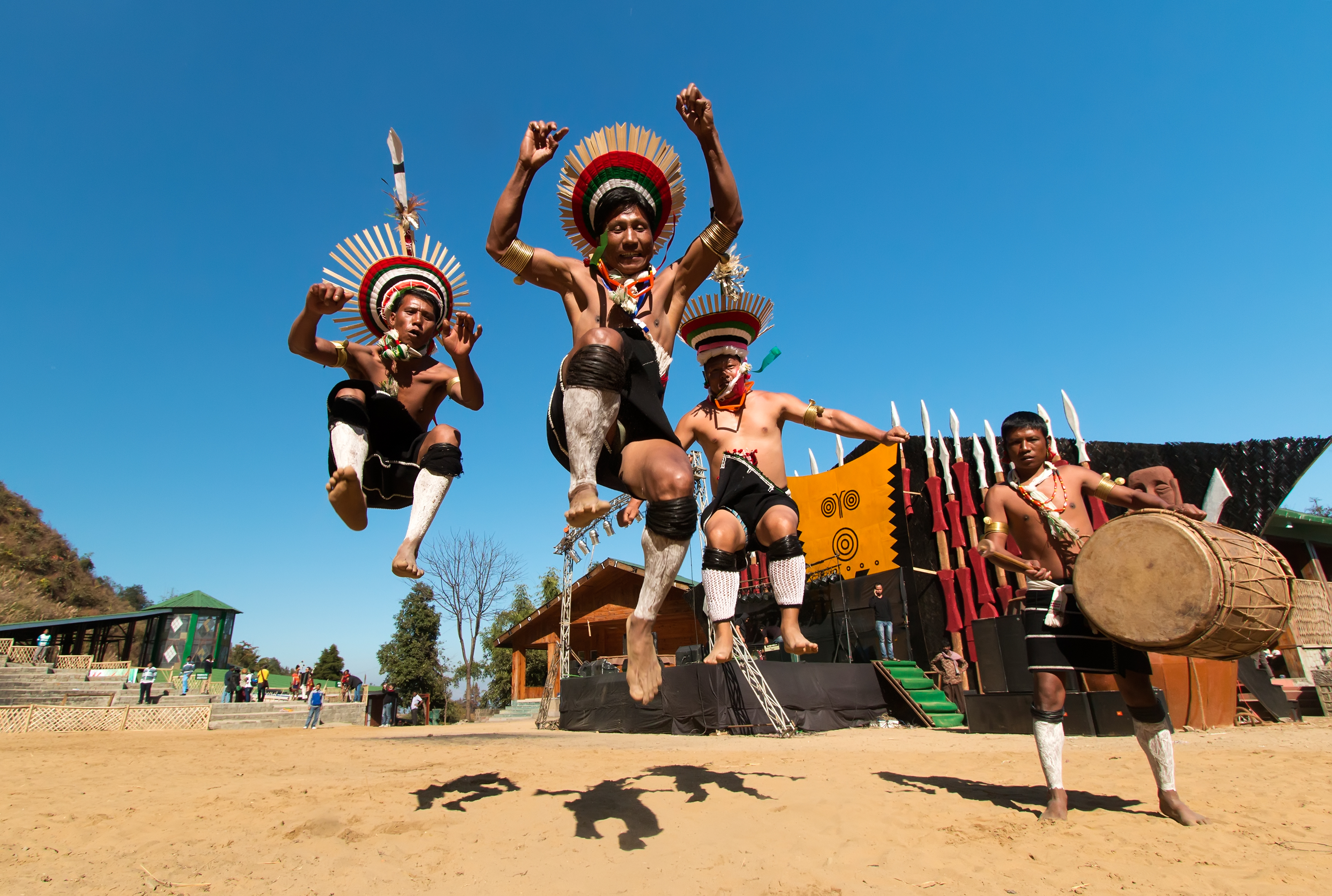
那加蘭邦犀鳥慶典

## 其他文化價值
犀鳥節的舉辦對傳統的傳承是一大利處，依循犀鳥的重要地位，在伊班部落中，犀鳥嘴上有個類似於盔甲的材質，對族人來說是一個很珍貴的物品，有些部落人民會用這個部位做雕刻，或是做成飾品，也因為犀鳥的崇高意義，族人依舊保有使用木頭雕刻犀鳥的技藝，這些流傳下來的手工藝品和技術都是民族內重要的價值。
那加蘭地區所舉辦的犀鳥節亦是由部落文化構成，除了有許多重要手工藝品的展出外，值得一提的是許多表演都是由當地的藝術家組成，對於當地從事藝術創作的同好來說是一個能夠展現自我的舞台，而透過當地和其他國際表演團體的互動和交流，也能提供給現代那加蘭地區的藝術者精益求精的機會。